# Вентурини, Клеман
Клеман Вентурини (фр. Clément Venturini; род. 16 октября 1993, Вийёрбан, Франция) — французский профессиональный шоссейный велогонщик, подписавший в 2017 году двухлетний контракт с командой AG2R Citroën. Чемпион Франции по велокроссувелокроссу 2017 года. Победитель молодёжного Чемпионата мира по велокроссу в 2011 году.

## Достижения

### Велокросс
2010-2011
1-й  - Молодёжный Чемпионат мира U-19 по велокроссу
1-й - Молодёжный Кубок мира U-19
2011-2012
3-й - Чемпионат Франции U-23
2012-2013
2-й - Чемпионат Франции U-23
2013-2014
1-й  - Чемпионат Франции U-23
2014-2015
1-й - EKZ Cross Tour
2-й - Чемпионат Франции
4-й - Кубок Франции
4-й - Чемпионат мира U-23
4-й - Кубок мира U-23
2015-16
1-й - Кубок Франции
2-й - Чемпионат Франции
2016-2017
1-й  - Чемпионат Франции
1-й - Кубок Франции

### Шоссе
2014
Тур Рона — Альпы
1-й  - Очковая классификация
1-й на этапе 4
2015
2-й - La Roue Tourangelle
2016
1-й на этапе 2 - Тур Австрии
2-й - Route Adélie
3-й - Boucles de l'Aulne
6-й - Гран-при Денена
6-й - La Roue Tourangelle
8-й - Гран-при Изберга
2017
1-й  - Четыре дня Дюнкерка
1-й  - Очковая классификация
1-й  - Молодёжная классификация
1-й на этапе 6 - Тур Австрии
3-й - Boucles de la Mayenne
10-й - Route Adélie
2018
1-й на этапе 2 - Рут д'Окситания
5-й - La Roue Tourangelle
8-й - Paris–Camembert
2019
3-й - Рут Адели де Витре
7-й - Гран-при Марсельезы

### Гранд-туры
| Гонка           | 2018 | 2019 |
| --------------- | ---- | ---- |
| Джиро д'Италия  | 104  | —    |
| Тур де Франс    | —    | —    |
| Вуэльта Испании | —    | 90   |

| —  | Не участвовал  |
| НФ | Не финишировал |